# 셴롱 건담
셴롱 건담(영어: Shenlong Gundam, 일본어: シェンロンガンダム)은 1995년에 방영된 TV 애니메이션 《신기동전기 건담 W》에 등장하는 모빌 슈트(MS)로 분류되는 가공의 유인 조종식 인간형 로봇 병기이다.
동양의 용의 의장을 가지고 있는 격투전용 건담 타입 모빌 슈트(MS)로 주요 인물 중 한 명인 창 우페이의 탑승기이다. 기체명인 "셴롱"은 "신룡(神龍)"을 중국어로 발음한 것이다. 적측 세력인 오즈(OZ)에서는 건담 05(제로 파이브)라는 코드 네임으로 불린다. 작품 후반부에서 강화형인 알트론 건담으로 개수된다.
메카닉 디자인은 오오카와라 쿠니오가 담당하였다. TV 애니메이션 방영 종료 후에 발표된 OVA 및 극장판 애니메이션 《신기동전기 건담 W Endless Waltz》에서는 카토키 하지메에 의해 새롭게 리파인된 디자인인 알트론 건담이 등장한다. 이에 수반해 개수 전의 셴롱 건담도 재디자인되었다. 이후 오오카와라 쿠니오 디자인의 기체는 "TV판", 카토키 하지메 디자인의 기체는 "EW판"으로 구별하지만, 설정 상으로는 동일기로 취급된다. 개수 전의 기체는 처음에 "얼리 타입"이라고도 불렸다.

## 같이 보기
- 신기동전기 건담 W
- 윙 건담